# 霍比特人电影系列
《哈比人》是一系列史诗奇幻冒险电影，由彼得·杰克逊执导并兼剧本编写和制片的工作，劇情根据J·R·R·托尔金於1937年所著的小说《哈比人歷險記》改编。伊恩·麦凯伦、马丁·费里曼、理察·阿米塔格及安迪·瑟克斯等人主演，全片於彼得·杰克逊的故鄉紐西蘭攝製。該系列作為魔戒電影三部曲的前傳。
劇本為彼得·杰克逊、法蘭·華許、卡洛琳·康寧漢與贊恩·韋納負責，電影背景發生於中世紀中虛構的世界，時間位在魔戒故事發生前的60年，描述哈比人比爾博·巴金斯（马丁·费里曼飾演）在巫師甘道夫（伊恩·麦凯伦飾演）說服之下，跟隨13名矮人收復孤山。
電影最初分为上下两部，后来又增加了一部形成三部曲，片名分别为《哈比人：意外旅程》（The Hobbit: An Unexpected Journey）、《哈比人：荒谷惡龍》（The Hobbit: The Desolation of Smaug）和《哈比人：五軍之戰》（The Hobbit: The Battle of the Five Armies）。第一、第二和第三部原定分别于2012年12月14日、2013年12月13日和2014年7月18日上映。后来第三部被推迟到2014年12月17日上映。

## 電影

### 《哈比人：意外旅程》（2012年）
第三紀元的中土大陸上，本過著安逸日子的哈比人比爾博·巴金斯被灰袍巫師甘道夫半強迫地加入了由矮人領袖索林·橡木盾領導的十三矮人遠征軍，一同踏上了收復被惡龍史矛革佔據的孤山矮人王國的旅程。途中他們經歷了許多冒險，值遇了食人妖、哥布林、半獸人與座狼等邪惡生物，比爾博更因緣湊巧地意外拾獲了一枚神奇的金戒指...。

### 《哈比人：荒谷惡龍》（2013年）
比爾博與矮人遠征軍繼續被阿索格領導的半獸人所追殺，他們歷經千辛萬苦終於抵達旅程的終點——孤山，這時身為「飛賊」比爾博必須要獨自一人面對兇猛的史矛革。同時，甘道夫在老堡壘多爾哥多發覺了敵人的陰謀，沉寂已久的黑暗魔君索倫正集結著半獸人大軍，以向中土大陸開戰……...。

### 《哈比人：五軍之戰》（2014年）
比爾博與矮人遠征軍雖已順利收復孤山，但在無意中激怒史矛革，使牠摧毀了長湖鎮。薩魯曼、愛隆與凱蘭崔爾等聖白議會成員至多爾哥多抵擋索倫與九戒靈；然而索倫的半獸人軍隊已在阿索格帶領下離去，意圖奪取孤山，迫使精靈、人類、矮人三大種族必須拋棄彼此間的前嫌，團結一致來對抗敵人...。

## 角色
- 馬丁·費里曼 飾 比爾博·巴金斯：本片的主角，原是一個在夏爾過著平靜日子的普通哈比人，在甘道夫慫恿下捲入了冒險之中[8]。2010年10月，彼得·傑克森宣布將由馬丁·費里曼出演該角[9]，並表示費里曼「聰明、風趣、令人驚讶和勇敢 ，就像比爾博一樣」[10]，他還認為費里曼擅長演出戲劇性的角色[11]。
  - 伊安·荷姆 飾 老年的比爾博·巴金斯：2011年4月22日，傑克森透過Facebook證實伊安·荷姆正式出演此角色[12]。
- 伊恩·麥克連 飾 灰袍巫師甘道夫：身為聖白議會成員的甘道夫是孤山遠征的直接促成者，也是他及時察覺了黑暗勢力的回歸。伊恩·麥克連於2011年1月10日確認將回歸出演[13]。
- 李察·阿米塔格 飾 索林·橡木盾：矮人遠征軍的領袖，性格非常自傲[14]。2010年10月，李察·阿米塔格被確認出演該角[9]。傑克森在受訪時表示這部電影「講的是一個索林·橡木盾自我救贖的故事」[15]。
- 安迪·瑟基斯 飾 咕嚕：持有至尊魔戒多年、為其扭曲身心的生物，居住在迷霧山脈地底。2011年1月10日安迪·瑟基斯被證實回歸出演該角，同時他也在《哈比人》中擔任第二組導演[13][16]。
- 班奈狄克·康柏拜區 飾 惡龍史矛戈、黑暗魔君索倫：史矛戈是佔據孤山的一條巨龍；索倫則是至尊魔戒的主人，潛伏在多爾哥多內。2011年6月19日，英國演員班奈狄克·康柏拜區被證實出演這兩個重要反角[17]，他以動態捕捉的方式來演繹史矛戈和索倫[18][19]。
- 奧蘭多·布魯 飾 精靈王子勒茍拉斯：瑟蘭督伊的兒子，擁有出色的戰鬥能力[14]。2011年5月27日，傑克森在Facebook上證實奧蘭多·布魯將回歸出演此角[20]。
- 伊凡潔琳·莉莉 飾 陶烈兒：為年齡大約六百歲的幽暗密林木精靈侍衛隊長[21]，伊凡潔琳形容這個角色是「有些粗魯、莽撞，但是行動果決，殺人時毫不猶豫的優秀戰士」[22]；她並沒有出現在托爾金的原著中，而是電影編劇按照原著精神發展出的原創角色[23]。2011年6月19日，傑克森透過Facebook證實加拿大女演員伊凡潔琳·莉莉將出演此角色[17]。
- 李·培斯 飾 瑟蘭督伊：為幽暗密林的木精靈國王。2011年4月29日，傑克森於Facebook上證實李·培斯將出演該角：「鑄造這些托爾金的故事是非常困難的，尤其是精靈人物。在我們心目中，李·培斯一直都是飾演瑟蘭督伊的首選；我們喜歡他幾年前在電影《The Fall》中的表現，並一直希望能夠與他合作。」[24][25]
- 路克·伊凡斯 飾 神射手巴德：他是河谷鎮的遺民，在長湖鎮裡以擺渡維生[26]。2011年6月19日，路克·伊凡斯被證實出演該角[17]，傑克森允許伊凡斯用他的威爾斯口音來詮釋這個角色[27]。
- 伊利亞·伍德 飾 佛羅多·巴金斯：比爾博的姪子，年輕的哈比人，同時他也是《魔戒》故事的主角。2011年1月7日，TheOneRing.net網站證實伊利亞·伍德將會回歸出演此角色，在《哈比人：意外旅程》的序幕中出場。[28]
- 凱特·布蘭琪 飾 凱蘭崔爾：羅斯洛立安的精靈女王。2010年12月7日凱特·布蘭琪被證實回歸演出此角[29]。
- 雨果·威明 飾 愛隆：瑞文戴爾的精靈國王。2011年5月1日，雨果·威明被證實出演此角[30]。
- 克里斯多福·李 飾 白袍巫師薩魯曼：聖白議會會長，是最優秀、高尚和勇敢的巫師。2011年1月11日，克里斯多福·李被證實回歸演出該角，他表示希望能夠展示薩魯曼如何被索倫黑化的過程[31]。但由於年事已高的緣故，他和伊安·荷姆一樣都是在英國倫敦拍完自己的戲份，並沒有去紐西蘭[32]。
- 西爾維斯特·麥考伊 飾 褐袍巫師瑞達加斯特：為一性情古怪的巫師，是飛禽走獸的朋友。2010年12月7日西爾維斯特·麥考伊被證實出演此角[29]。
- 麥可·佩斯伯蘭特 飾 換皮人比翁：他是中土大陸僅存的換皮人，十分熱愛動物[8]。2010年12月7日被證實將由麥可·佩斯伯蘭特出演該角[29]。
- 馬努·貝內特 飾 阿索格：半獸人領袖，也是索林的死敵。
- 約翰·圓伊 飾 波格：阿索格的兒子[8]。本來預定是由柯南·史蒂文斯出演此角，但因他後來轉而飾演另一半獸人「Keeper of the Dungeons」[33][34]；則改由勞倫斯·馬可在《哈比人：荒谷惡龍》中飾演波格，到《哈比人：五軍之戰》又改成是由約翰·圓伊飾演[35]。
- 巴瑞·漢佛瑞斯 飾 哥布林王：為迷霧山脈地底哥布林鎮的統治者。2011年6月19日，巴瑞·漢佛瑞斯被證實出演此角[17]。
- 葛拉罕·麥克塔維什 飾 德瓦林：十三矮人遠征軍之一。2010年10月被證實將由英國演員葛拉罕·麥克塔維什出演[9]。
- 肯·史考特（英语：Ken Stott） 飾 巴林：是十三矮人遠征軍中最為年長的矮人，足智多謀[14]。2010年12月7日證實了肯·史考特將演出該角[29]。
- 埃丹·特納 飾 奇力：是十三矮人遠征軍中最年輕也最英俊的矮人[14]。2010年10月，愛爾蘭演員埃丹·特納被確認出演[9]。電影編劇安排了一段奇力與女精靈陶烈兒、精靈王子勒茍拉斯之間的三角關係[36]。
- 狄恩·歐葛曼 飾 菲力：十三矮人遠征軍之一。2011年4月29日傑克森於Facebook上證實狄恩·歐葛曼將演出菲力：「狄恩是一位很了不起的紐西蘭演員，我很高興能與他合作。」[25]
- 馬克·哈德洛 飾 朵力：十三矮人遠征軍之一。2010年10月被證實將由馬克·哈德洛出演[9]。
- 傑德·布拉非 飾 諾力：十三矮人遠征軍之一。2010年12月7日被證實將由傑德·布拉菲出演[29]。
- 亞當·布朗 飾 歐力：十三矮人遠征軍之一。傑克森於2010年11月1日證實亞當·布朗將演出此角：「亞當是一個非常有表現力的演員，擁有獨特的電影風格，我很期待看到他飾演歐力」[37]。
- 約翰·卡倫 飾 歐音：十三矮人遠征軍之一。2010年10月被證實將由約翰·卡倫出演[9]。
- 彼得·漢柏頓 飾 葛羅音：十三矮人遠征軍之一，他也是《魔戒》中金靂的父親[14]。2010年10月被證實將由彼得·漢柏頓出演[9]。
- 威廉·基契爾 飾 畢佛：十三矮人遠征軍之一。2010年12月7日，被證實將由威廉·基契爾出演[29]。
- 詹姆斯·内斯比特 飾 波佛：十三矮人遠征軍之一。傑克森於2010年11月1日證實詹姆士·內斯比特將演出此角[37]。
- 史帝芬·杭特（英语：Stephen Hunter (actor)） 飾 龐伯：十三矮人遠征軍之一。2010年10月被證實將由史蒂芬·杭特出演[9]。
- 比利·康諾利 飾 丹恩·鐵足：他是鐵丘陵的矮人國王，也是索林的表弟。2012年2月9日，比利·康諾利被證實出演該角[38]，他表示：「這個人會嚇壞你的生活，我頭上有著一個莫霍克族紋身」[39]。
- 麥可·米茲拉希 飾 索恩二世：索林的父親，矮人王族。
- 傑佛瑞·湯瑪斯 飾 索爾：索林的祖父，矮人王族。
- 史蒂芬·弗莱 飾 長湖鎮鎮長：為長湖鎮的領導者。2011年5月19日，史蒂芬·弗萊被確認演出此角色[40]；在談到這個角色時，他表示：「我的角色是一個絕對粗野的機會…他（彼得·傑克森）讓我吃了睾丸…我不能透露太多，但我有一個禿頂，還戴上了一個非常糟糕的假髮；並有著一撇小鬍子、可怕的斑點皮膚和令人作嘔的指甲」[41]。
- 萊恩·蓋奇（英语：Ryan Gage） 飾 艾弗德：是長湖鎮鎮長的心腹和助手[14]。2011年5月19日萊恩·蓋奇被確認演出此角色[40]。
- 約翰·貝爾 飾 貝恩：為巴德年輕的兒子；約翰·貝爾形容這個角色「準備在需要的時候投入戰鬥，並保護他父親」[42]。
- 佩姬·內斯比特 飾 雪歌：巴德的長女。
- 瑪麗·內斯比特 飾 蒂妲：巴德的次女。
- 尼克·布萊克 飾 波西：巴德的助手。
- 莎拉·皮爾斯 飾 希爾達·比安卡：長湖鎮婦女，率領老弱婦孺與半獸人戰鬥。
- 客串：導演彼得·傑克森於《哈比人：荒谷惡龍》片頭客串一名啃胡蘿蔔的布理人類，其女兒凱蒂·傑克森亦客串躍馬旅店裡為索林和甘道夫端酒上菜的女侍應[43]。而為哈比人、魔戒電影繪製插畫的藝術家艾倫·李和約翰·豪爾也在電影中客串演出長湖鎮的樂師。本來彼得·傑克森還客串長湖鎮鎮長底下間諜的首領「籠子人」（Basketman，會發出鳥叫聲），但後來被剪掉而沒出現在電影中[44]。

## 製作

### 發展
早在1995年《魔戒電影三部曲》拍攝之前，彼得·傑克森與其妻子法蘭·華許就已計畫將小說《哈比人》搬上銀幕了；當時他們所籌畫的是一個三部曲，第一部故事主要改編自《哈比人》，後兩部則改編自《魔戒》，但後來因種種的因素所致，彼得·傑克森調整了拍片計畫，先開拍《魔戒電影三部曲》。魔戒系列電影上映且獲得成功後，傑克森與新線影業發生訴訟糾紛，於是他找來吉勒摩·戴托羅代自己執導《哈比人》，自己則就任監製；2008年，吉勒摩·戴托羅正式簽約成為該片的導演，隨後他花了近兩年參與設計影片裡的中土大陸，於2009年12月開始選角工作。
但《哈比人》的前期籌備階依舊段困難重重，種種的糾紛問題使拍片作業擱置多年；2009年，因米高梅電影公司瀕臨破產，更讓《哈比人》的製作陷入困局；這導致了吉勒摩·戴托羅於2010年5月31日正式在The One Ring網站上宣布放棄《哈比人》的執導權。同年6月正式由彼得·傑克森再次接手導演一職。
2010年底，紐西蘭演員權益保障協會對《哈比人》電影發起抵制行動，迫使劇組放棄在紐西蘭拍攝本片、而打算改至英國。工會的抵制行動引起了民眾的不滿，數千名民眾在紐西蘭首都威靈頓發起「搶救哈比人」的示威活動，抗議工會及電影公司的作為。2010年10月27日紐西蘭總理約翰·凱伊宣布已與華納電影公司達成協議，至29日紐西蘭政府正式通過一項立法，使《哈比人電影系列》能夠在紐西蘭拍攝。同年11月，面臨破產的米高梅電影公司將《哈比人電影系列》出售給華納兄弟電影公司，這樣一來就有了充足的資金展開拍攝作業。

### 拍攝
2011年3月21日，《哈比人電影系列》終正式於紐西蘭開始拍攝。
彼得·傑克森將攝製劇組分為兩個小組以同步進行拍攝工作，第一組導演即為傑克森本人，第二組導演則由飾演咕嚕的安迪·瑟克斯擔綱。共在紐西蘭花了266天一次性拍攝完成。之後於2013年5月開始，花了10周的時間補拍五軍之戰的相關場面。
《哈比人電影系列》光在服裝、道具上就耗費了大筆預算，於《哈比人：意外旅程》中飾演主角比爾博的馬丁·費里曼就有100多雙的道具「哈比腳」讓他替換；而矮人們的假髮共有91頂，全片每個角色都要戴假髮，所以用了近700頂假髮，300瓶毛髮沾黏劑，還有860瓶毛髮道具卸除液。

### 後製
和之前的魔戒電影一樣，《哈比人》系列的視覺效果都是由維塔數碼所製作的。電影中許多角色的造型（如大部分的半獸人、食人妖、哥布林王和史矛革等）都是先藉由演員動態捕捉，再由後製人員透過電腦所合成的；像是惡龍史矛革的造型，就是先參考演員班奈狄克的表情，再用手工數位化繪製出來的。

## 發行

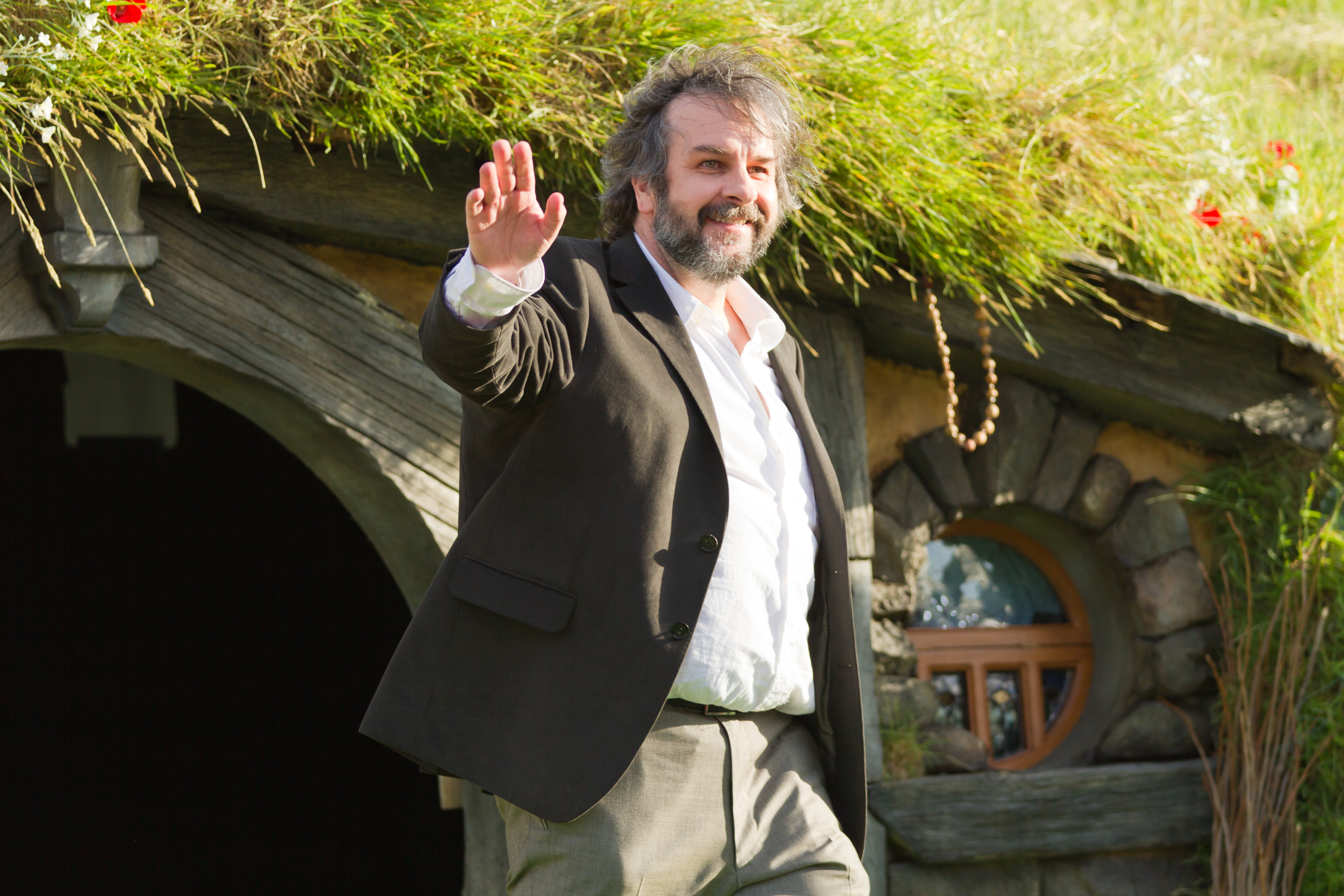
彼得·傑克森在《哈比人：意外旅程》威靈頓首映會上。

經過協商，《哈比人電影系列》由新線影業和米高梅電影公司共同擁有。其中新線公司負責監督製作，華納兄弟電影公司負責影片的全球發行，而電視方面的版權則歸米高梅公司。
2012年7月30日彼得·傑克森表示：《哈比人電影系列》將以三部曲呈現（原定是分為上下兩集），以讓影迷們可以看見《魔戒》故事六十年前發生在中土世界的許多大事。

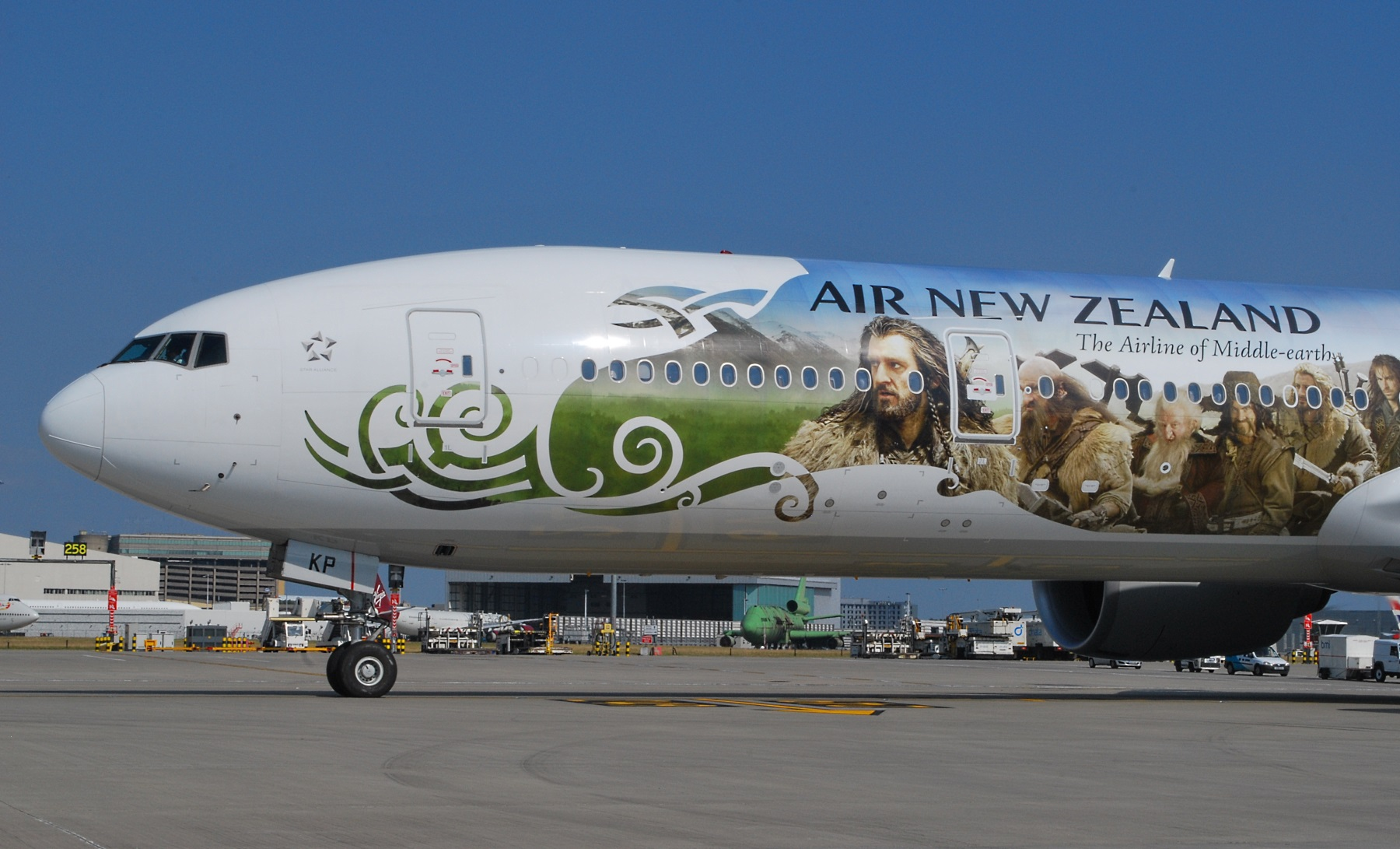
紐西蘭航空機身上彩繪的哈比人電影角色。

從2012年8月開始，紐西蘭政府便配合《哈比人電影系列》首集的上映進行一系列「中土世界」改造計劃，讓紐西蘭的重要設施與景點能夠與哈比人電影中的場景相互配合，包括將電影角色畫上紐西蘭航空的機身，在威靈頓國際機場大廳放置威塔工作室製作的全長13公尺咕嚕造型；而紐西蘭國名更配合電影暫更名為「中土世界」，威靈頓也被更名為「中土世界的中心」（Middle of Middle Earth）。《哈比人：意外旅程》於2012年11月28日在威靈頓首映；12月14日正式上映。全球票房總計達10億美金。
《哈比人：荒谷惡龍》於2013年12月上映。全球票房超過9.53億美金。2014年6月16日該片的藍光DVD發行。
2014年4月，傑克森表示《哈比人》第三集將從原本的《哈比人：奇境再返》(The Hobbit: There and Back Again)更名為《哈比人：五軍之戰》 。《哈比人：五軍之戰》於2014年12月1日在倫敦全球首映，傑克森稱這是該電影系列中最令人滿意的一部。

## 與魔戒電影的關聯
《哈比人》系列是《魔戒》系列（於2001—2003年間上映）的前傳電影，其時間點設定於《魔戒》的六十年前。第三部《哈比人：五軍之戰》的結局即是在五軍之戰六十年後，甘道夫到袋底洞登門拜訪比爾博·巴金斯，這與《魔戒首部曲：魔戒現身》開頭的劇情接軌。導演傑克森說：「我們知道二十年後的觀眾們也許不會按照順序来看這些電影，他們也許會從最開始一直看到故事最終的結尾。所以，我們在拍攝《哈比人》系列電影的時候有意識地用這種基調進行。[……]我們希望以後的觀眾們能把两個三部曲的六部電影当做是一个連續的冒險故事。」
製片人菲利帕·鮑恩斯認為：本來就是應該先拍完《魔戒》再來拍《哈比人》，在《魔戒》製作過程中所奠定的經驗與基礎都對於完成《哈比人》有極大幫助。

## 相關影響
全片於紐西蘭攝製的《哈比人電影系列》繼《魔戒電影三部曲》之後持續為紐西蘭政府帶來了觀光收入，紐西蘭商業部長彼得·艾利斯（Peter Ellis）表示，若估算《哈比人電影系列》所帶來的觀光產值，大約在每年5千萬美元至5億美元之間。根據統計：《哈比人：五軍之戰》上映的2014年至紐西蘭旅遊的旅客就比去年增加了7.2%，紐西蘭觀光局以「100％魔戒的世界」標語行銷觀光，以吸引哈比人與魔戒系列電影的影迷。2016年臺灣《經濟日報》報導：2015年前往紐西蘭的觀光客中有18%表示，是因為《哈比人電影》而選擇前往紐西蘭。
紐西蘭政府還發行了可在市場上流通「哈比人錢幣」。